# Boby na Zimních olympijských hrách 1994
Boby na olympiádě v Lillehammeru.

## Medailové pořadí zemí
| Pořadí | Země            | Zlato | Stříbro | Bronz | Celkově |
| ------ | --------------- | ----- | ------- | ----- | ------- |
| 1.     | Švýcarsko (SUI) | 1     | 2       | 0     | 3       |
| 2.     | Německo (GER)   | 1     | 0       | 1     | 2       |
| 3.     | Itálie (ITA)    | 0     | 0       | 1     | 1       |
|        | Celkem          | 2     | 2       | 2     | 6       |

## Medailisté

### Muži
| Disciplína | Zlato                                                                              | Výkon   | Stříbro                                                                        | Výkon   | Bronz                                                                            | Výkon   |
| ---------- | ---------------------------------------------------------------------------------- | ------- | ------------------------------------------------------------------------------ | ------- | -------------------------------------------------------------------------------- | ------- |
| dvojbob    | Švýcarsko (SUI) · Gustav Weder · Donat Acklin                                      | 3:30,81 | Švýcarsko (SUI) · Reto Götschi · Guido Acklin                                  | 3:30,86 | Itálie (ITA) · Günther Huber · Stefano Ticci                                     | 3:31,01 |
| čtyřbob    | Německo (GER) · Harald Czudaj · Karsten Brannasch · Olaf Hampel · Alexander Szelig | 3:27,78 | Švýcarsko (SUI) · Gustav Weder · Donat Acklin · Kurt Meier · Domenico Semeraro | 3:27,84 | Německo (GER) · Wolfgang Hoppe · Ulf Hielscher · René Hannemann · Carsten Embach | 3:28,01 |